# Фалин, Василий Васильевич
Васи́лий Васи́льевич Фалин (7 сентября 1920, Кутьменево, Московская губерния — неизвестно) — советский футболист, защитник.
Воспитанник калининградского «Зенита», после начала Великой Отечественной войны был эвакуирован в Свердловск, где работал токарем. В 1945—1946 играл за местный «Зенит», в 1947 переведён в состав ленинградских одноклубников. За 7 сезонов провёл 100 матчей в чемпионате и 10 — в Кубке.